# Boom-zaagspinnendoder
De boom-zaagspinnendoder (Priocnemis exaltata) is een vliesvleugelig insect uit de familie van de spinnendoders (Pompilidae). De wetenschappelijke naam van de soort is voor het eerst geldig gepubliceerd in 1775 door Fabricius.